# Melisopalinologia
Melisopalinologia – dział palinologii stosowanej, który bada skład ziaren pyłku różnych produktach pszczelich m.in. miodu, pierzgi czy obnóży pszczelich. Wyniki badań melisopalinologicznych informują o składzie, właściwościach chemicznych oraz ich geograficznym i botanicznym pochodzeniu tych produktów. Poznanie takich informacji pozwala również badać zachowanie pszczół i zdobycie wiedzy na temat roślin, z których najchętniej pozyskują one nektar i pyłek.